# Мориц Кристоф Кевенхюлер
Мориц Кристоф Кевенхюлер (на немски: Moritz Christoph Khevenhüller herr zu Paternian, herr zu Sommeregg; * 24 ноември 1549, Филах; † 7 август 1596, Ст. Йохан в Понгау, погребан в църквата „Св. Якоб“ във Филах.) е благородник от род Кевенхюлер, господар на Патерниан и Зомерег в Каринтия.

## Произход
Той е син на фрайхер Кристоф Кевенхюлер-Айхелберг (1503 – 1557), военен министър, ландес-хауптман на Каринтия, и втората му съпруга Анна Мария фон Велц († 1564) от Австрия, дъщеря на граф Мориц IV фон Велц-Еберщайн, Файщриц и Шпигелфелд (1500 – 1555) и Мария Тенцл фон Трацберг (1506 – 1560). Майка му Анна Мария фон Велц се омъжва втори път на 2 март 1558 г. за фрайхер Якоб II фон Виндиш-Грец (1524 – 1577).
По-малък полубрат е на Ханс фон Кевенхюлер-Франкенбург (1538 – 1606), Бартоломеус Кевенхюлер (1539 – 1613), които са издигнати на имперски граф, и по-голям полубрат на фрайхер Вилхелм фон Виндиш-Грец († 1610) и фрайхер Йохан II фон Виндиш-Грец (1561 – 1589).

## Фамилия
Първи брак: на 4 март 1576 г. в Грац с графиня Сибила фон Монфор († 1609), дъщеря на граф Якоб I фон Монфор-Пфанберг († 1572) и Катарина Фугер фон Кирхберг (1532 – 1585). Те имат децата:
- Катарина († 1619), омъжена на 26 октомври 1605 г. за граф Йохан Балтазар фон Хойос († 12 април 1632)
- Кристоф († ок. 1579)
- Георг († ок. 1579)
- Августин III Кевенхюлер-Айхелберг (* 6 юли 1580, Шпитал на Драва; † 26 юли 1625), фрайхер, женен на 14 септември 1607 г. във Велс за Анна Маргарета фон Виндиш-Грец (* 1594), дъщеря на Андреас II фон Виндиш-Грец (1567 – 1600) и фрайин Регина фон Дитрихщайн-Финкенщайн (1567 – 1618)[3]

Втори брак: с Елеонора Регина фон Херберщайн.
Трети брак: с Мария Сузана фон Брандис.